# Normanichthys crockeri
Normanichthys crockeri är en fiskart som beskrevs av Clark, 1937. Normanichthys crockeri ingår i släktet Normanichthys och familjen Normanichthyidae. Inga underarter finns listade i Catalogue of Life.